# Selnica Psarjevačka
Selnica Psarjevačka je naseljeno mjesto u Republici Hrvatskoj u Zagrebačkoj županiji. 

## Zemljopis
Administrativno je u sastavu grada Svetog Ivana Zeline. Naselje se proteže na površini od 1,43 km². 

## Stanovništvo
Prema popisu stanovništva iz 2001. godine u Selnici Psarjevačkoj žive 233 stanovnika i to u 77 kućanstava. Gustoća naseljenosti iznosi 162,94 st./km².
| broj stanovnika |       |       |       |       |       |       |       |       |       |       |       | 177   | 148   | 157   | 233   | 223   | 197   |
|                 | 1857. | 1869. | 1880. | 1890. | 1900. | 1910. | 1921. | 1931. | 1948. | 1953. | 1961. | 1971. | 1981. | 1991. | 2001. | 2011. | 2021. |